# Louis-Marcel de Coëtlogon-Méjusseaume
Louis-Marcel de Coëtlogon-Méjusseaume (Rennes, 1648 - 18 april 1707) was een Franse rooms-katholieke geestelijke die tussen 1705 en 1707 bisschop van Doornik was.
Louis de Coëtlogon-Méjusseaume werd in 1680 gekozen tot bisschop van Saint-Brieuc en het jaar erop tot bisschop gewijd.
In 1705 werd hij bisschop van Doornik als vervanger van de om gezondheidsredenen teruggetreden François de Caillebot de La Salle. Hij werd net als zijn voorgangers gekozen door koning Lodewijk XIV van Frankrijk, die de stad Doornik had veroverd.
Na twee jansenistische bisschoppen was bisschop de Coëtlogon-Méjusseaume een uitgesproken anti-jansenist. Hij was daarentegen de jezuïeten genegen en bij de hervorming van het seminarie van Doornik maakt hij gebruik van jezuïeten. De president van het seminarie, Looze, en de twee professoren, allen jansenisten, werden heengezonden. Aan het hoofd kwam een priester uit Metz, Allard. Die was zelf geen jezuïet maar was deze orde wel genegen want hij had twee broers jezuïeten. De twee nieuwe professoren waren wel jezuïeten. De Coëtlogon-Méjusseaume leefde op gespannen voet met de leden van het kathedraalkapittel dat bijna helemaal uit jansenisten bestond.

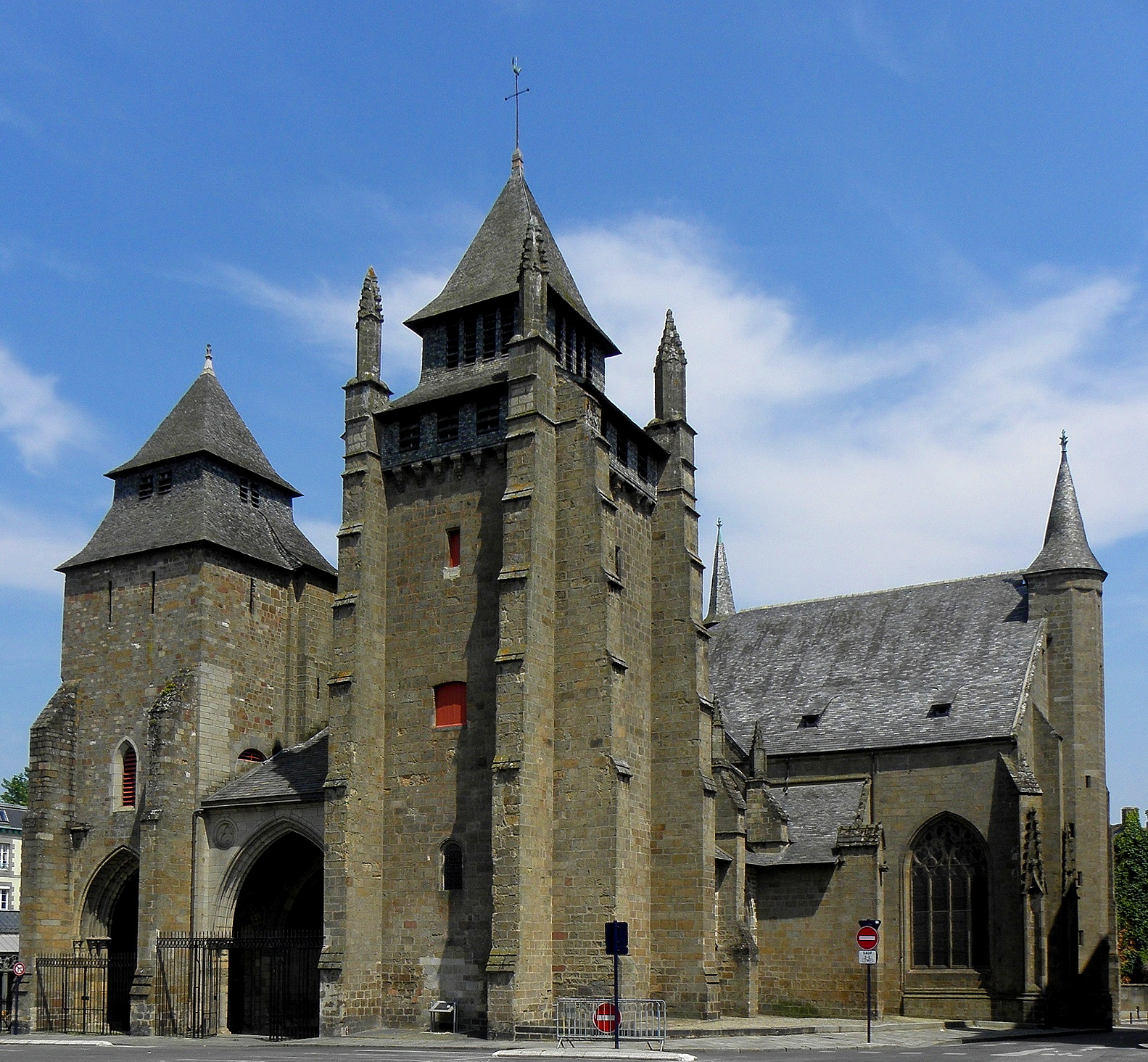
De kathedraal van Saint-Brieuc, waar de Coëtlogon-Méjusseaume gedurende 25 jaar bisschop was